# Alexander Corryn
Alexander Corryn (Gand, 3 gennaio 1994) è un calciatore belga, difensore dello SK Beveren.

## Caratteristiche tecniche
È un terzino sinistro.

## Carriera
Cresciuto nelle giovanili del Lokeren, ha esordito il 5 maggio 2012 in occasione del match pareggiato 2-2 contro lo Zulte Waregem.

## Statistiche

### Presenze e reti nei club
Statistiche aggiornate al 6 gennaio 2017.
| Stagione        | Squadra         | Campionato      | Campionato | Campionato | Coppe nazionali | Coppe nazionali | Coppe nazionali | Coppe continentali | Coppe continentali | Coppe continentali | Altre coppe | Altre coppe | Altre coppe | Totale | Totale | Totale |
| Stagione        | Squadra         | Comp            | Pres       | Reti       | Comp            | Pres            | Reti            | Comp               | Pres               | Reti               | Comp        | Pres        | Reti        | Pres   | Reti   |        |
| --------------- | --------------- | --------------- | ---------- | ---------- | --------------- | --------------- | --------------- | ------------------ | ------------------ | ------------------ | ----------- | ----------- | ----------- | ------ | ------ | ------ |
| 2011-2012       | Lokeren         | D1              | 1          | 0          | CB              | 0               | 0               |                    | -                  | -                  |             | -           | -           | 1      | 0      |        |
| 2012-2013       | Lokeren         | D1              | 10         | 0          | CB              | 1               | 0               |                    | -                  | -                  | SB          | 1           | 0           | 12     | 0      |        |
| 2013-2014       | Lokeren         | D1              | 8          | 0          | CB              | 0               | 0               |                    | -                  | -                  |             | -           | -           | 8      | 0      |        |
| 2014-2015       | Lokeren         | D1              | 3          | 0          | CB              | 1               | 0               | UEL                | 1                  | 0                  | SB          | 0           | 0           | 5      | 0      |        |
| Totale Lokeren  | Totale Lokeren  | Totale Lokeren  | 22         | 0          |                 | 2               | 0               |                    | 1                  | 0                  |             | 1           | 0           | 26     | 0      |        |
| 2015-2016       | Malines         | D1              | 1          | 0          | CB              | 0               | 0               |                    | -                  | -                  |             | -           | -           | 1      | 0      |        |
| 2016-2017       | Anversa         | D1              | 20         | 1          | CB              | 2               | 0               |                    | -                  | -                  |             | -           | -           | 22     | 1      |        |
| 2017-2018       | Anversa         | D1              | 23         | 0          | CB              | 2               | 0               |                    | -                  | -                  |             | -           | -           | 25     | 0      |        |
| Totale carriera | Totale carriera | Totale carriera | 66         | 1          |                 | 6               | 0               |                    | 1                  | 0                  |             | 1           | 0           | 74     | 1      |        |

## Palmarès

### Club
- Coppa del Belgio: 1

Lokeren: 2013-2014